# FELDA
FELDA (Federal Land Development Authority ou Lembaga Kemajuan Tanah Persekutuan) est une entreprise malaisienne importante dans la culture de l'huile de palme. Fondée en 1956 comme entreprise d'État, elle a été introduite en bourse en juin 2012, avec un grand succès (plus de 3 milliards de dollars). 
Son siège est à Kuala Lumpur.
L'entreprise contrôle un peu plus de 400 000 hectares de plantations de palmiers à huile, ce qui en fait le troisième acteur du domaine à l'échelle mondiale.
FELDA a installé au moins des centaines de milliers de personnes dans les zones rurales et fait disparaître d'importantes surfaces de forêt tropicale humide.